# 重庆武隆仙女山国家森林公园
重庆武隆仙女山国家森林公园，简称仙女山，位于中华人民共和国重庆市武隆区乌江北岸，地属武陵山脉，距重庆市主城区180千米，海拔2033米。国家5A级旅游景区，国家森林公园。

## 规模
仙女山拥有森林33万亩，天然草原10万亩。

## 景点
仙女山分五个主要景点，分别为：大草原、普萨坨、通天塔、仙女池、仙女石。

## 名誉
2011年，重庆武隆仙女山国家森林公园随天生三桥、芙蓉洞一齐被评为国家5A级旅游区。
2015年10月，重庆武隆仙女山国家森林公园正式被国家旅游局命名为“全国首批国家级旅游度假区”。
2016年7月31日，重庆武隆仙女山国家森林公园被国家质量监督检验检疫总局列为“全国知名品牌创建示范区”。